# São João do Rio do Peixe
São João do Rio do Peixe is een gemeente in de Braziliaanse deelstaat Paraíba. De gemeente telt 18.323 inwoners (schatting 2009).